# ヴァージン・アメリカ
ヴァージン・アメリカ（Virgin America）は、かつてアメリカ合衆国カリフォルニア州バーリンゲームに本社を置いていた格安航空会社である。イギリスのヴァージングループによって設立された。2018年4月にアラスカ航空と統合して消滅した。

## 概要
2004年設立。2007年8月に運航を開始した。
安価ではあるが質の高いサービスを提供する航空会社を目指している。メインハブ空港であるサンフランシスコ国際空港を起点として、アメリカ西海岸沿いの大都市を運航するほか、東海岸の大都市へ直行便を運航する。また、運航開始からしばらくはアメリカ国内線のみを運航していたが、2010年にはカナダのトロントへの国際線を就航させた。そして2011年にはメキシコのカンクン、ロスカボスへの就航を決定しており、アメリカ国内および近距離国際線を運航する航空会社となっている。
マイレージサービスは「エレベート(eleVAte)」という名称で運営している。
アメリカの法律により、アメリカの航空会社は国外企業が25パーセント以上の経営権を持つことは認められていないため(ヴァージングループはイギリスの会社である)、Black Canyon Capital LLCが75パーセントの株式を引き受け(のちにCyrus Capital Partners傘下企業に売却)、残りの25パーセントをヴァージングループが持つ形で成立している。
航空券の座席予約システム（CRS）はSABREを利用している。

## 歴史

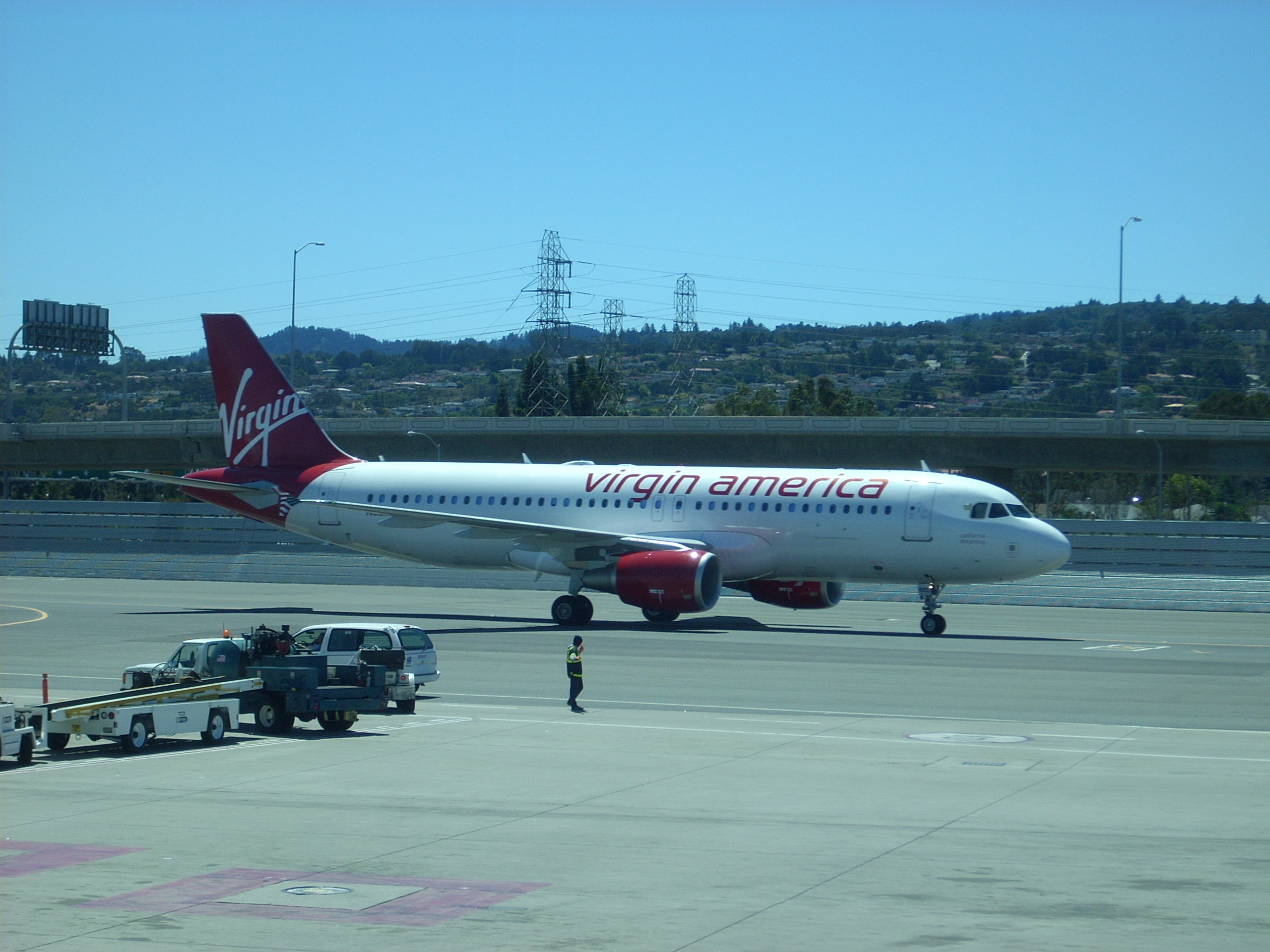
サンフランシスコ国際空港に到着した
"カリフォルニア・ドリーミング" 号(N622VA)。

2004年、リチャード・ブランソン率いるヴァージングループ本社は、2005年から「ヴァージンUSA(Virgin USA)」という名称でアメリカ国内線を運航する航空会社を運航させると発表した。社内での検討の結果、サンフランシスコ国際空港に近接するカリフォルニア州バーリンゲームを本拠地に選定、本社もそこに置いた。同時に社名を現行のヴァージン・アメリカに改称した。
しかし、そこからさまざまな困難が同社に立ちはだかる形となった。
すでにアメリカの航空産業は多くの会社が参入しているため、市場が成熟しており、参入することが困難であると投資家が判断、当初2005年中に計画していた就航は2006年にまず延期された。
2005年末、同社は資金を確保した上でアメリカ運輸省に飛行に関する証明の発行を申請した。しかし、その後同社の就航に対する反対意見に満ちた討論が多く起こる。
最大の反対活動を行ったのは乗員組合連絡会議(Air Line Pilots Association)と、ヒューストンに本社をおくコンチネンタル航空であった。彼らの反対は、同社がアメリカ資本ではなく、外資系企業によって運営されることによるものだった。のみならず、カリフォルニア州やニューヨーク州の州議会議員・市議会議員の一部もこれに同調したこともあって、ヴァージンアメリカの先の申請は、2006年12月末、ついに却下される事態となった。
これを受けてヴァージングループは、ヴァージンアメリカの再編成へと動いた。つまり指摘された外資の影響力を弱めることにしたのである。ヴァージンアメリカの重役会は8人から編成されるが、そのうち親会社のヴァージングループから送り込まれる重役は2名とし、株式の保有先の分散も図った。さらに、ヴァージングループ創業者のリチャード・ブランソンをそこからはずし、加えて「ヴァージン」ブランドを社名から外す用意があるとも伝えた。
こうした再編成によって、2007年3月には暫定的ではあるが、飛行許可が運輸省から与えられた。だが、これは完全なものではなく、完全な許可は運輸省が指摘したいくつかの条件をクリアする必要があった。その条件には、同社のCEOであるフレッド・リードの異動なども含まれていた。これについてはヴァージン側は頑強に抵抗したものの、結局彼を飛行許可発行後6ヶ月間の間CEOとし、次の3ヶ月の間は相談役とすることのみが許された。2007年12月には後任のCEO、デイビッド・カッシュが着任している。
こうしたさまざまな紆余曲折を経て、2007年7月から航空券の販売を開始、8月にサンフランシスコ－ニューヨーク、ロサンゼルス－ニューヨーク線の就航を開始した。当初の計画から2年遅れであった。
最初の四半期は3500万ドル(約38億円)の損失を出しているが、2010年度中にも利益を出せる見込みだという。
2016年3月に前述のような経営権株式比率のためヴァージン・アメリカはヴァージングループの意向とは別に身売り報道がなされ、買収先としてアラスカ航空、ジェットブルー航空が名乗り出て、4月4日にアラスカ航空がヴァージン・アメリカを26億ドルで買収することで合意したと発表された。ヴァージン・アメリカ株を1株当たり57ドルで買収する予定で、債務や機体のリース料を含めると買収規模は約40億ドル相当になる予定である。ただし、アラスカ航空は次期機材としてボーイング737MAXシリーズを発注していて、他方ヴァージン・アメリカは機材をエアバスA320シリーズで揃えているので、両社は規制当局の承認を得るまでそれぞれのブランドで独自に運航を継続し、また、承認を待ち、統合計画を策定する移行チームを発足し、統合に際しては単一の運航許可でフライトを行う計画である。ブランド維持については、そのブランド価値を高く維持するヴァージン・アメリカの経験を詳細に学んでいくとして、この当局からの承認は2017年1月1日までに獲得する計画としている。
2018年1月1日、「エレベート」がアラスカ航空のマイレージサービスに統合された。1月11日にはアラスカ航空とヴァージン・アメリカが単一会社として運航する認可を連邦航空局(FAA)から取得、4月25日には予約システムもアラスカ航空側へ統合されてヴァージン・アメリカのブランド使用が終了し、WEBサイトも閉鎖された。

## 機材
| 型式     | 機数 | 座席数                    | 備考 |
| A319-100 | 10   | F8/PY12/Y99               |      |
| A320-200 | 50   | F8/PY12/Y126 F8/PY12/Y129 |      |

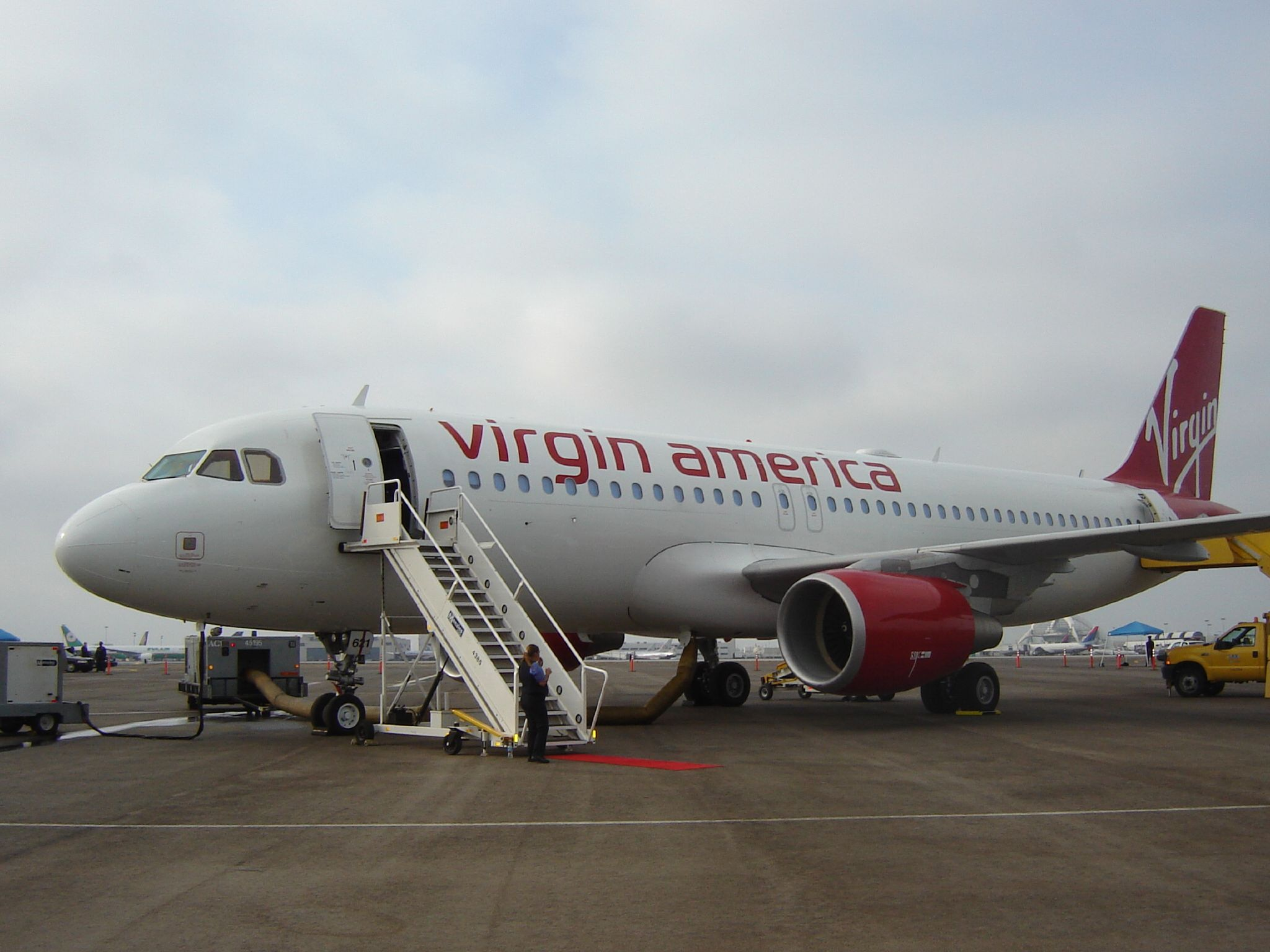
ヴァージンアメリカのエアバスA320 (N621VA)

塗装はヴァージングループに準ずるものが採用されている。

同社の53機目の受領機材となった「N361VA」はシャークレット装備機だが、シャークレットにアメリカ国旗をイメージした塗装を施している。
2010年7月のファーンボロー国際航空ショーにおいて、同社はエアバスA320を30機発注。

2011年1月にエアバスA320の派生型であるエアバスA320neo型のローンチカスタマーとなり、30機発注した。

2012年に市場が弱含みに変化していること考慮し、2010年に発注していたA320型30機の発注を10機へ変更し、受領も2016年以降に延期した。また、neo型も2022年以降の受領へ延期。

## 座席・サービス

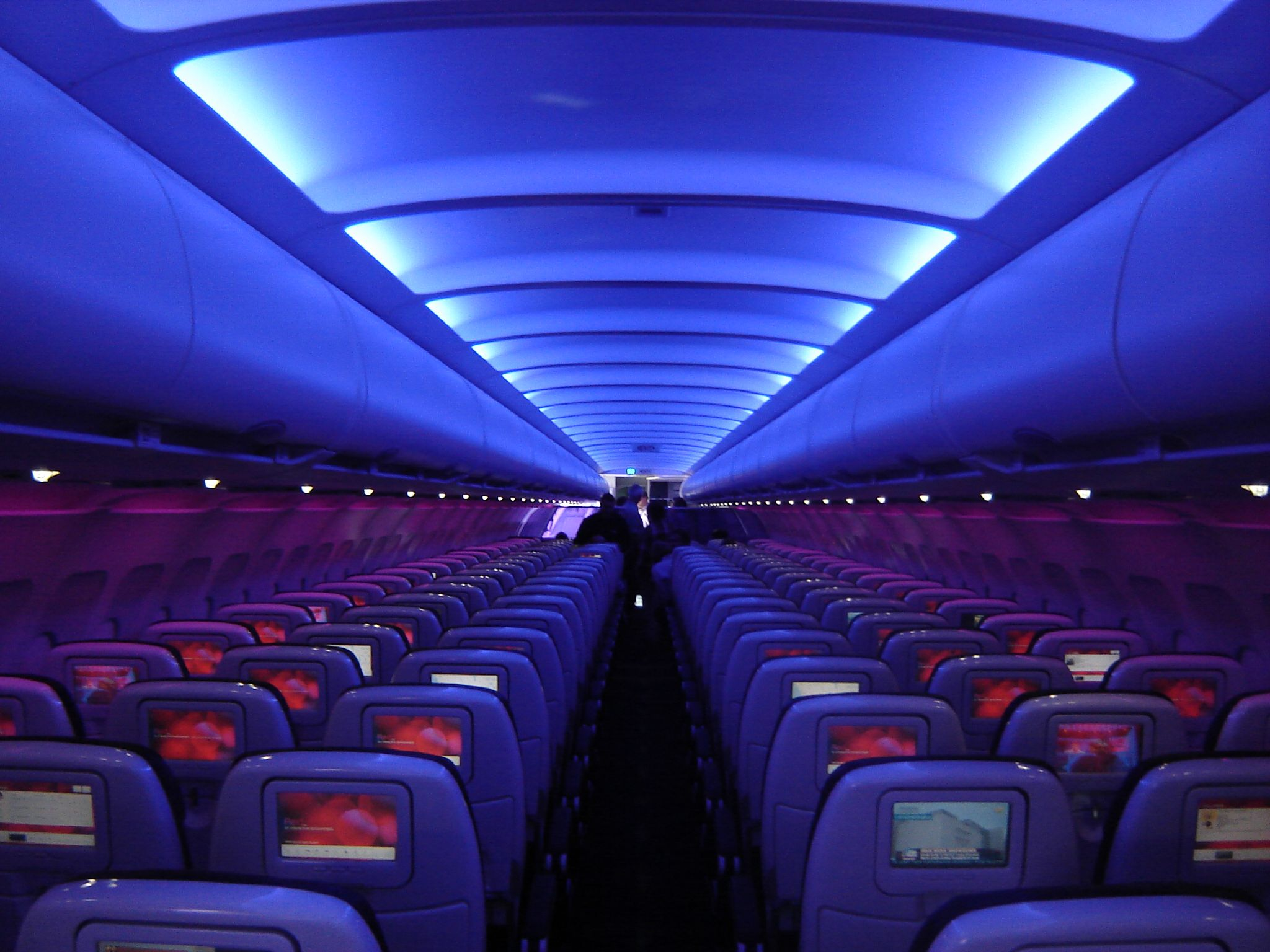
機内の照明は時間帯で色が変わる。写真は夜間帯または早朝時間帯のもの

座席はエコノミーとファーストクラスの2種類。アメリカ国内線では異例の、時間帯によって照明の色が変わるシステムを採用。これについては、2007年12月27日付のUSAトゥデイ紙に掲載された記事によると、大陸を横断する乗客や、乗務員の体調改善にもよいとのこと。
機内の座席は2クラス制(厳密には3クラス制だが、座席はファースト・エコノミーの2種類のみ)。

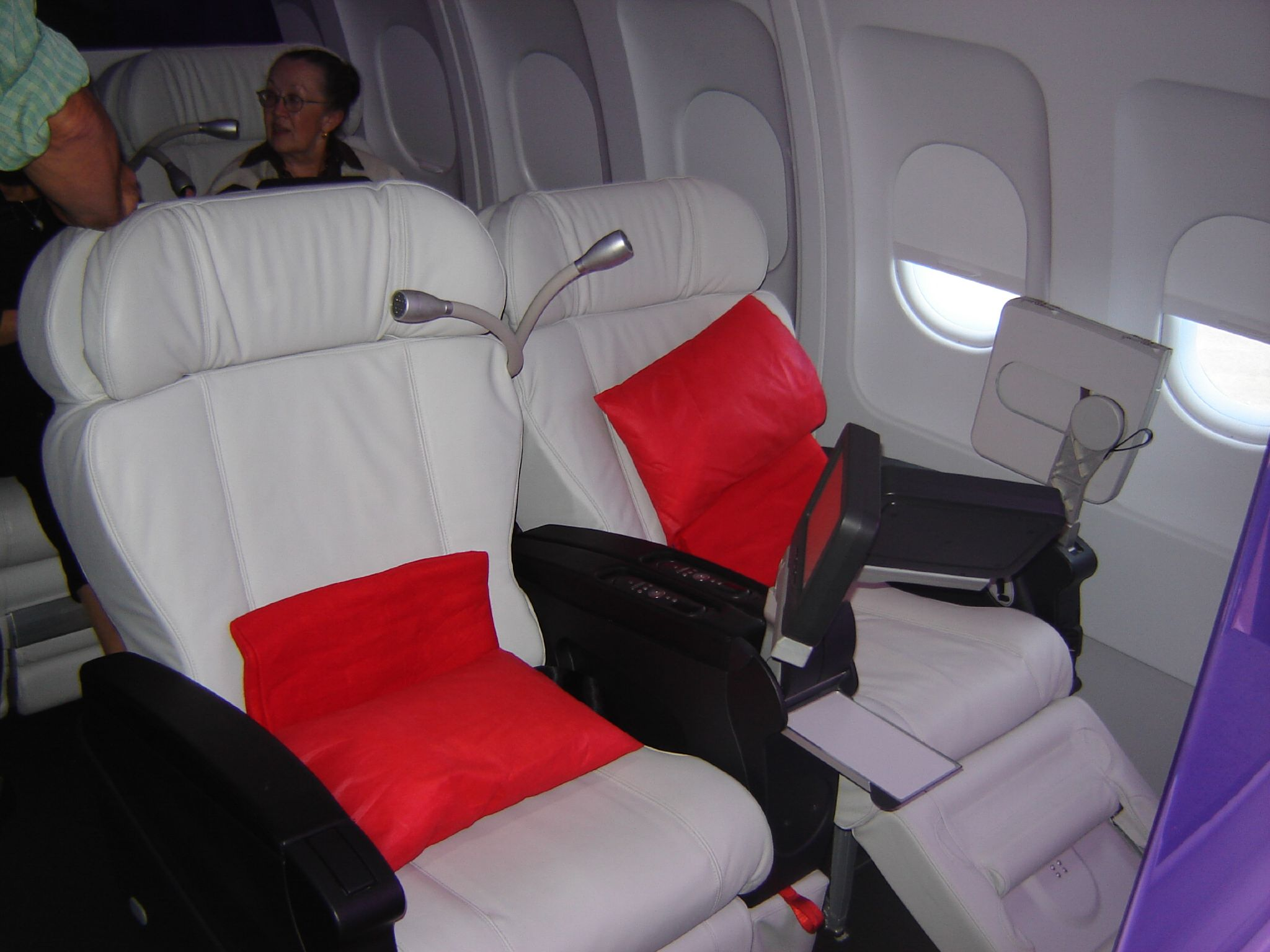
ファーストクラス

ファーストクラスは前後55インチ、横幅は28インチ。電源、マッサージ機能などがついている。機内食やアルコールも無償提供される。映画やゲームもついている。
メインキャビンセレクトは、座席はエコノミークラスのままだが、足元が広く人気の高い非常口座席を利用し、さらにファーストクラス同様機内食やアルコールを無償提供するクラスである。他社のプレミアムエコノミークラスに該当するサービスクラスであると言える。
メインキャビン(エコノミークラス)は前後32インチ、横幅は19.7インチ。電源などがついている。映画などはペイ・パー・ビュー（PPV）方式で、有料(衛星放送は無料)。ソフトドリンクは無料だが、食事やアルコールは有料。
座席にはタッチパネル式のパーソナルモニターがついており、機内ドリンクや機内食はこのタッチパネルで注文する仕組みである。有料サービスを利用する際は、内蔵されているカードリーダーにクレジットカードを読み取らせ決済する。
なお、機内エンターテインメントシステムは米国のパナソニックアビオニクス製である。

### 提携
2014年1月現在以下の航空会社と提携していて、乗り継ぎなどで利便が計られている。
ヴァージングループ（ヴァージン・アトランティック航空、ヴァージン・オーストラリア航空）、エミレーツ航空、エルアル・イスラエル航空、カンタス航空、キャセイ・パシフィック航空、シンガポール航空、トランスアエロ航空、日本航空、ハワイアン航空、南アフリカ航空など

## 就航地
同社は現在、アメリカとメキシコの19都市に就航している。
格安航空会社がとる、都市郊外の着陸料金が安い空港を使うのではなく、大都市に近い主要な空港を利用しているのも特徴である。
 アメリカ合衆国
- カリフォルニア州
  - ロサンゼルス(ロサンゼルス国際空港(焦点空港))
  - パームスプリングス(パームスプリングス国際空港)
  - サンディエゴ(サンディエゴ国際空港)
  - サンフランシスコ(サンフランシスコ国際空港(ハブ空港))
- フロリダ州
  - フォートローダーデール(フォートローダーデール・ハリウッド国際空港)
  - オーランド(オーランド国際空港)
- イリノイ州
  - シカゴ(オヘア国際空港)
- マサチューセッツ州
  - ボストン(ジェネラル・エドワード・ローレンス・ローガン国際空港)
- ネバダ州
  - ラスベガス(マッカラン国際空港)
- ニューヨーク州
  - ニューヨーク(ジョン・F・ケネディ国際空港)
- オレゴン州
  - ポートランド(ポートランド国際空港)
- ペンシルバニア州
  - フィラデルフィア(フィラデルフィア国際空港)
- テキサス州
  - ダラス(ダラス・フォートワース国際空港)
- ヴァージニア州
  - アーリントン(ロナルド・レーガン・ワシントン・ナショナル空港)(2012年8月14日より運航開始予定)
  - ワシントンD.C.(ダレス国際空港)
- ワシントン州
  - シアトル(シアトル・タコマ国際空港)

 メキシコ
- バハ・カリフォルニア・スル州
  - ロス・カボス(ロス・カボス国際空港)
- キンタナ・ロー州
  - カンクン(カンクン国際空港)
- ハリスコ州
  - プエルトバジャルタ(リセンシアード・グスターボ・ディアス・オルダス国際空港)